# 黃珍
黃珍（？年4月26日—），筆名易拉罐，中國輕小說女作家，出版有《鮮女孩甜蜜日記》、《小子，我看上你了》、《遵命！女王陛下1》、《遵命！女王陛下2》、《101號寵物戀人1》、《101號寵物戀人2》、《ok!主人閣下1》、《ok!主人閣下2》、《妖精的獨步舞1》、《妖精的獨步舞2》、《天使只為星夜哭1》、《天使只為星夜哭2》、《拉菲草之戀》 、《有种ONE ON ONE 1》、《有种ONE ON ONE 2》、《有种ONE ON ONE 3》、《臣服吧，狼王子殿下》和《别动我的初恋》等作品。

## 簡介
- 姓名：黄珍
- 筆名：易拉罐
- 性别：女
- 生日：4月26日
- 星座：金牛座

.